# Coleslaw

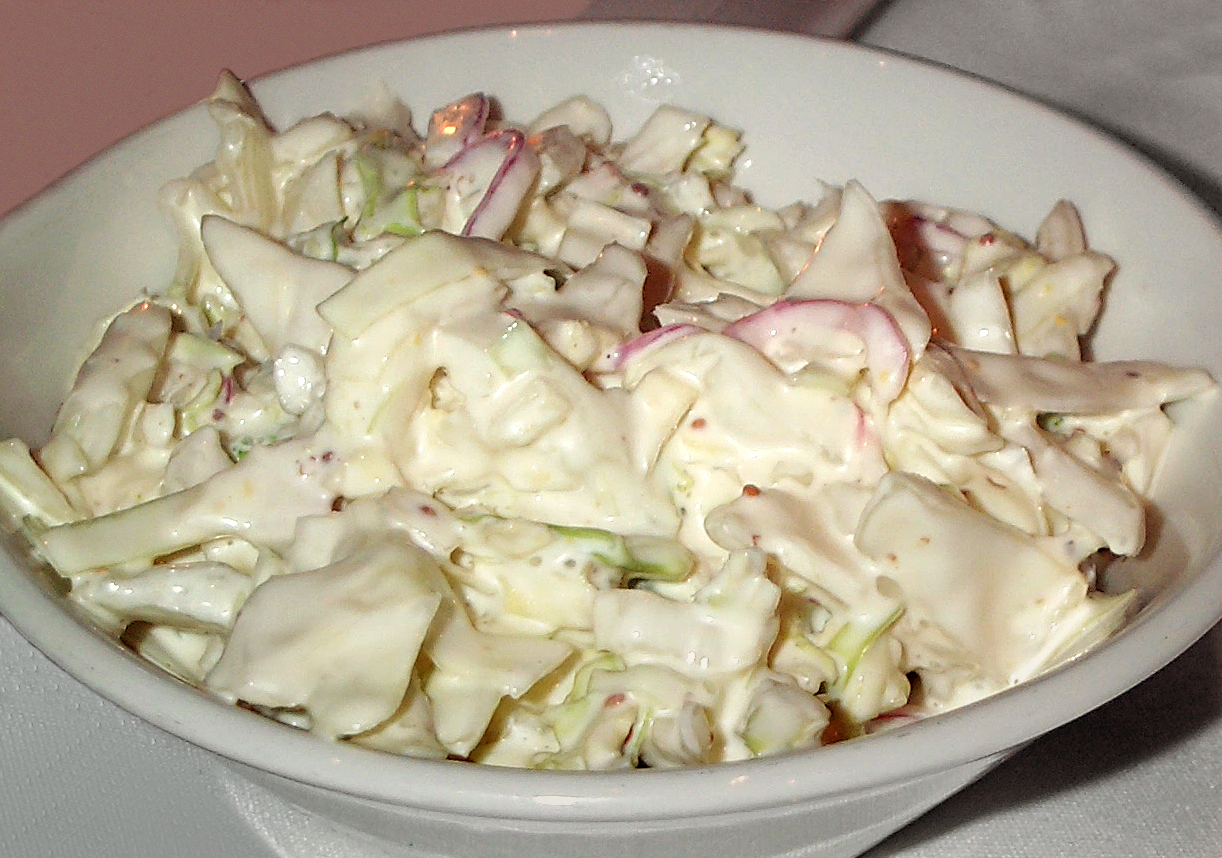
En skål med coleslaw.

Coleslaw (uttal: [kouʹlslo:]) eller vitkålsallad är en sallad som består av finstrimlad rå vitkål som blandats med majonnäs eller en dressing. Namnet kommer ursprungligen av nederländskans koolsla, en förkortning av koolsalade, som betyder "kålsallad".

## Varianter
Salladen innehåller ofta även rivna morötter och gul lök, men även rödkål, ananas och äpple. Dressingen kan bestå av olika kryddor, majonnäs, mjölk, creme fraiche, men även vinäger eller vinägrett, varför det som i Sverige oftast kallas pizzasallad också räknas som en sådan vitkålssallad. Även senap och dill kan ingå i blandningen.
Det förekommer att man skiljer på coleslaw och andra typer av vitkålssallad. Där kan coleslaw syfta på den som använder majonnäs i blandningen, till skillnad från en vitkålssallad endast blandad med vinäger. En vitkålssallad kombinerad med röd paprika, äpple och ananas kallas i Sverige annars ofta för dallassallad. 
Coleslaw är vanligtvis ett tillbehör och serveras till mat som grillrätter, fish and chips och annan friterad mat. I södra USA äts det som ett smörgåspålägg. Det läggs även ovanpå varmkorvar och grillade smörgåsar.